# Walshomyia texana
Walshomyia texana är en tvåvingeart som beskrevs av Ephraim Porter Felt 1916. Walshomyia texana ingår i släktet Walshomyia och familjen gallmyggor.
Artens utbredningsområde är Texas. Inga underarter finns listade i Catalogue of Life.